# UFC 275
UFC 275: Teixeira vs. Procházka è stato un evento di arti marziali miste tenuto dalla Ultimate Fighting Championship il 12 giugno 2022 al Singapore Indoor Stadium di Kallang, a Singapore.

## Risultati
|                                        | Divisione             |                          |                 |                     | Metodo                                      | Round           | Tempo           | Premio          |
| Card Principale                        | Card Principale       | Card Principale          | Card Principale | Card Principale     | Card Principale                             | Card Principale | Card Principale | Card Principale |
| -------------------------------------- | --------------------- | ------------------------ | --------------- | ------------------- | ------------------------------------------- | --------------- | --------------- | --------------- |
| Sfida valida per il titolo di campione | Pesi mediomassimi     | Jiří Procházka           | batte           | Glover Teixeira (c) | Sottomissione (rear-naked choke)            | 5               | 4:32            | FOTN            |
| Sfida valida per il titolo di campione | Pesi mosca femminili  | Valentina Shevchenko (c) | batte           | Taila Santos        | Decisione non unanime (48–47, 47–48, 49–46) | 5               | 5:00            |                 |
|                                        | Pesi paglia femminili | Zhang Weili              | batte           | Joanna Jędrzejczyk  | KO (spinning backfist)                      | 2               | 2:28            | POTN            |
|                                        | Pesi welter           | Jake Matthews            | batte           | André Fialho        | KO (pugni)                                  | 2               | 2:24            | POTN            |
|                                        | Pesi welter           | Jack Della Maddalena     | batte           | Ramazan Emeev       | KO tecnico (pugni)                          | 1               | 2:32            | POTN            |
| Card Preliminare                       |                       |                          |                 |                     |                                             |                 |                 |                 |
|                                        | Pesi piuma            | Joshua Culibao           | batte           | Seung Woo Choi      | Decisione non unanime (28–29, 29–28, 29–28) | 3               | 5:00            |                 |
|                                        | Pesi leggeri          | Hayisaer Maheshate       | batte           | Steve Garcia        | KO (pugno)                                  | 1               | 1:14            | POTN            |
|                                        | Pesi medi             | Brendan Allen            | batte           | Jacob Malkoun       | Decisione unanime (29–28, 29–28, 29–28)     | 3               | 5:00            |                 |
|                                        | Pesi gallo            | Kang Kyung-ho            | batte           | Danaa Batgerel      | Decisione unanime (29–28, 29–28, 29–28)     | 3               | 5:00            |                 |
|                                        | Pesi paglia femminili | Silvana Gómez Juárez     | batte           | Na Liang            | KO (pugni)                                  | 1               | 1:22            | POTN            |
|                                        | Pesi piuma femminili  | Joselyne Edwards         | batte           | Ramona Pascual      | Decisione unanime (30–27, 29–28, 29–28)     | 3               | 5:00            |                 |

## Premi
I lottatori premiati ricevettero un bonus di 50.000 dollari.
Legenda:
- FOTN: Fight of the Night (vengono premiati entrambi gli atleti per il miglior incontro dell'evento)
- POTN: Performance of the Night (viene premiato il vincitore per la migliore performance dell'evento)